# Nguyễn Thị Bình
Nguyễn Thị Bình, nata Nguyễn Châu Sa (Sa Đéc, 26 maggio 1927), è una politica vietnamita.
Ha svolto un ruolo importante nella scena politica del suo paese durante e dopo la guerra del Vietnam, negoziando in particolare, come Ministro degli Esteri del Governo Rivoluzionario Provvisorio del Vietnam del Sud, gli Accordi di pace di Parigi del 1973.
È la nipote del patriota Phan Chu Trinh.
Studiò francese al Lycée Sisowath e lavorò come un insegnante durante la colonizzazione francese del Vietnam. Diventò membro del partito comunista nel 1948. Tra il 1945 e il 1951 prese parte a vari movimenti intellettuali contro i colonialisti francesi: per questo venne arrestata e imprigionata tra il 1951 e il 1953 a Saigon dall'autorità coloniale presente nel paese.
Durante la guerra del Vietnam divenne un membro del comitato centrale del Fronte nazionale per la liberazione del Vietnam. Nel 1969 venne nominata Ministro degli Esteri del Governo Rivoluzionario Provvisorio e partecipò ai negoziati di pace che erano in corso dall'anno precedente a Parigi. Come rappresentante del Governo Provvisorio firmò nel 1973 gli Accordi di pace di Parigi.
Dopo la guerra venne nominata Ministro dell'Educazione della Repubblica Socialista del Vietnam rimanendo in carica tra il 1976 ed il 1987 e dal 1982 al 1986 fu membro del Comitato Centrale del Partito Comunista del Vietnam. Fu eletta vicepresidente della repubblica per due mandati, dal 1992 al 1997 e dal 1997 al 2002, anno è andata in pensione.   
Nel 2003 ha dato vita al Fondo per la pace e lo sviluppo del Vietnam e dall'anno successivo è stata presidente onorario dell'Associazione vittime vietnamite dell'agente arancio e della diossina.